# Gloiobdella elongata
Gloiobdella elongata is een ringworm uit de familie van de Glossiphoniidae. De wetenschappelijke naam van de soort is voor het eerst geldig gepubliceerd in 1900 door Castle.